# Naruto - Il film: La leggenda della pietra di Gelel
Naruto - Il film: La leggenda della pietra di Gelel (劇場版 NARUTO 大激突！幻の地底遺跡だってばよ?, Gekijōban Naruto: Daigekitotsu! Maboroshi no chitei iseki dattebayo), noto anche col titolo Naruto - Il film: La leggenda della pietra Gelel, è un film del 2005 diretto e co-sceneggiato da Hirotsugu Kawasaki. È il secondo lungometraggio anime basato sulla popolare serie anime e manga Naruto di Masashi Kishimoto. Venne distribuito in Giappone dalla Toho il 6 agosto 2005. La canzone dei titoli di coda si intitola "Ding! Dong! Dang!" ed è cantata dai Tube.

## Trama
Naruto, Shikamaru e Sakura sono in missione per il recupero di un animale domestico perduto, un furetto. Durante la missione però si imbattono in un ragazzo misterioso, Temujin, a capo di uno strano gruppo che attaccherà il team. Naruto ed il suo nemico cadono all'interno di una voragine, ma vengono soccorsi da una carovana. Nel frattempo Sakura e Shikamaru, aiutati da Gaara e Kankuro, combattono contro due guerriere, alleate di Temujin, con abilità molto potenti.
questi due personaggi e Temujin appartengono ad un gruppo comandato da un uomo, il signor Haido. Egli desidera conquistare il mondo (anche se all'inizio dice di voler creare un mondo di pace) grazie a una potente pietra chiamata pietra Gelel, un frammento del quale è in possesso anche Temujin. Quando Naruto e Temujin scoprono le vere intenzioni del capo, che rivela anche di avere ucciso lui i parenti del suo generale, ingaggiano con lui un combattimento, che si risolve con la vittoria dei due, che sconfiggono Haido grazie ad un doppio Rasengan di Naruto, uno normale e l'altro con l'energia della pietra Gelel, fornitagli da Temujin. Però ora il Filone del Gelel sta per uscire all'esterno, con gravissimi danni. Temujin sacrifica se stesso per fermare ciò, ma viene salvato all'ultimo momento dall'intervento di Naruto. Temujin allora parte con il suo popolo (coloro che prima erano usati come cavie da Haido) per produrre l'utopia, un mondo senza guerre.

## Personaggi esclusivi del film
- Haido (ハイド?) è l'antagonista principale del film. È l'orchestratore di tutto, dalla distruzione del villaggio di Temujin all'attacco al Villaggio della Sabbia, tutto allo scopo di trovare la pietra di Gelel e il suo Filone, il cui potere gli avrebbe permesso di diventare praticamente onnipotente. Quando Naruto e Temujin scoprono le sue vere intenzioni, Haido rivela anche di aver ucciso lui i componenti suo clan di Temujin, e i due ragazzi ingaggiano un combattimento contro di lui, in cui Haido dimostra il suo vero potenziale, trasformandosi in un potente mostro umanoide. Nonostante l'iniziale vantaggio e l'affiorare del Filone di Gelel, lo scontro si conclude con la vittoria di Naruto e Temujin, che lo sconfiggono combinando i poteri del Rasengan e della pietra di Gelel. Nonostante Haido appaia inizialmente come un duca feudale poco atto al combattimento, è capace di utilizzare il potere della Pietra di Gelel incastonata sul dorso della mano destra, trasformandosi (similmente a quanto accade con il Segno Maledetto) in un umanoide dotato di caratteristiche fisiche superiori al normale e di poteri rigenerativi. Oltre a ciò, in questo stato è capace di sferrare, tramite la Pietra di Gelel, potenti attacchi laser ed innescare esplosioni a distanza.
- Fugai (フガイ?) è una delle membri dei Cavalieri di Haido. Viene sconfitta da Sakura Haruno, la quale riesce a condurla in una trappola, nella quale Fugai viene seppellita viva. Ha la capacità, tramite l'influenza della Pietra Gelel, di trasformarsi in una specie di lupo il cui ululato può distruggere l'intera area circostante.
- Ranke (ランケ?) è una delle membri dei Cavalieri di Haido. Viene sconfitta da Gaara, nonostante inizialmente sia in vantaggio, e schiacciata da pesantissimi colpi di sabbia. Ha la capacità, tramite l'influenza della Pietra di Gelel, di trasformarsi in un mostro grottesco e deformato e di utilizzare potentissimi attacchi di elemento fulmine. Sembra avere un buon controllo sulla pietra Gelel da come esegue e controlla i suoi colpi.
- Kamina (カミラ?) è una delle membri dei Cavalieri di Haido. Viene sconfitta e uccisa da Kankuro e Shikamaru. Ha la capacità, tramite l'influenza della Pietra Gelel, di trasformarsi in una specie di pipistrello; in questa forma è in grado di creare delle illusioni e di sputare fumo rosa dalla bocca.
- Kahiko (カヒコ?) è un anziano che guida una carovana, discendente di minatori di minerale. Il suo compagno è Nerugui, un furetto prezioso al gruppo. Quando Nerugui scompare, assume i ninja di Konoha per ritrovarlo.
- Nerugui (ネルグイ?) è un furetto maschio, compagno di lunga data di Kahiko e del suo clan. A quanto pare non si fa avvicinare da nessuno a meno che non sia una persona del clan di Kahiko o una persona con un legame di sangue reale. Kahiko è molto impressionato infatti del suo comportamento con Temujin.

## Distribuzione

### Data di uscita
Le date di uscita internazionali sono state:
- 6 agosto 2005 in Giappone
- 3 febbraio 2006 a Taiwan (火影忍者劇場版：大激突！幻之地底遺跡)
- 6 luglio 2015 in Italia

### Edizione italiana
Il doppiaggio italiano del film fu effettuato dalla Logos e diretto da Pino Pirovano su dialoghi di Anna Grisoni (edulcorati rispetto a quelli originali). Esso venne eseguito nel 2010 in previsione di una trasmissione su Hiro a dicembre dello stesso anno, che tuttavia non avvenne. Il film fu invece distribuito nei cinema per un solo giorno il 6 luglio 2015 dalla Key Films.

### Edizioni home video
Il film fu distribuito in DVD-Video in Giappone il 28 aprile 2006, mentre in Italia fu pubblicato in DVD e Blu-ray Disc dalla CG Entertainment il 20 ottobre 2015.

## Accoglienza

### Incassi
Il film incassò 1,18 miliardi di yen nei cinema giapponesi, 179 956 dollari in quelli taiwanesi e 11 777 euro in quelli italiani (calcolando anche l'incasso del film precedente, proiettato nello stesso giorno).

## Altri media
Il 22 agosto 2005 la Shūeisha pubblicò in Giappone, nella collana Jump J Books, la novellizzazione del film, scritta da Masatoshi Kusakabe.